# Matar a Videla
Matar a Videla es una película argentina, rodada en 2005 pero estrenada el 7 de enero de 2010, dirigida por Nicolás Capelli. Por esta película Emilia Attias fue nominada al Premio Cóndor de Plata como Revelación Femenina por parte de la Asociación de Cronistas Cinematográficos de la Argentina

## Sinopsis
La película cuenta la historia de Julián, un joven de 25 años que decide suicidarse. Previamente, quiere darle un sentido a lo que le queda de vida. Tiene un plazo de siete días en los que debe cerrar sus cuentas pendientes con la familia, el amor, la profesión y los amigos, y para dejar un legado: Asesinar al dictador  Jorge Rafael Videla. A lo largo de la trama Julián correrá diversos riesgos, pero el fundamental es convertirse en el mismo monstruo al que quiere matar.

## Elenco
- Diego Mesaglio - Julián
- Emilia Attias - Lucía
- María Fiorentino - Madre de Julián
- Felipe Colombo - Dante
- Juan Leyrado - Sacerdote
- Ashley Arregui - Camila
- Nicolás Condito - Vendedor Arma
- Estela de Carlotto - Ella misma

## Festivales, Premios y nominaciones
- XXVI Festival Internacional de Cine de Bogotá;10/2009; Colombia[2]
- Premios Cóndor de Plata; 2011; Argentina
  - Revelación Femenina - Emilia Attias - Nominada[3]